# Аветисян, Армен Азатович
Армен Аветисян (арм. Արմեն Ազատի Ավետիսյան; 18 февраля 1948, Кировакан, Кироваканский район — 2 ноября 2003, Санкт-Петербург) — армянский, советский и российский живописец, художник-график, один из ведущих мастеров «неофициального» искусства Ленинграда.

## Биография
Армен (Лёва) Аветисян родился в 1948 году в Армении, в городе Кировакане (ныне Ванадзор).
В 1962—1964 учился в художественном училище в Ереване. Не закончив обучение, вернулся в Кировакан, где работал в ателье у отца в качестве художника-оформителя.
В 1973 году переехал в Ленинград, взял себе имя Армен, чтобы подчеркнуть свою принадлежность к армянскому народу. С 1976 года активно участвовал в многочисленных квартирных выставках. 4 июля 1982 года Армен был арестован и заключён в СИЗО «Кресты». Санкцию на его арест дал прокурор города. Провели обыски дома и в мастерской. Мастерская была разгромлена и отобрана как используемая не по назначению. После ареста стали подыскивать статью закона для обвинения. Ничего не нашли. Суд, на котором было предъявлено обвинение, состоялся лишь через четыре месяца. Аветисян был осуждён на 10 месяцев по обвинению в неуплате налогов (единственный художник за всю историю СССР, который был осуждён за неуплату налогов).
После освобождения Армен стал активно сотрудничать с общественным благотворительным фондом «Кресты». В 1996 году состоялись персональная выставка Армена и концерт Бориса Гребенщикова в «Крестах».
2 ноября 2003 года Армен скончался в больнице. Похоронен на Смоленском армянском кладбище, возле церкви Святого Воскресения в Санкт-Петербурге, восстановленной при его содействии.
Член Международной федерации художников, член Санкт-Петербургского Творческого союза художников (IFA), член Союза дизайнеров России, член Российского творческого Союз работников культуры.

## Работы находятся в собраниях
- Русский Музей, СПб
- Государственная Публичная библиотека, СПб
- Всероссийский музей А. С. Пушкина, СПб
- В коллекциях МИДа, СПб
- Музей нонконформистского искусства , СПб
- Фонд современного искусства, «Манеж», СПб
- Коллекция Нэнси и Нортона Додж, США ,
- Музей русского искусства, Монжерон, Франция
- Государственный музей истории Санкт-Петербурга
- Петропавловская крепость, Санкт-Петербург
- Дирекция объединения музеев Ленинградской области
- Центральный выставочный зал «Манеж», Санкт-Петербург
- Профессиональный Союз Художников IFA, Санкт-Петербург
- Фонд молодёжи и спорта, Бухарест, Румыния
- Национальная галерея Армении, Ереван, Армения ,